# Джуры
Джуры (пол. Dżur) — дворянский род.
Потомки Евдокима Джуры, известного военного деятеля (1706).

## Описание герба
На красном фоне шестиугольная золотая звезда, а под ней золотой полумесяц. Намёт сверху красный, а снизу золотой. На шлеме хвост павлина, на котором такая же эмблема как и на щите.